# الجيش السوري الإلكتروني
الجيش السوري الإلكتروني هو مجموعة افتراضية (في الإنترنت) من الناشطين المؤيدين للحكومة السورية خلال أحداث سوريا 2011-2012، يستهدف بعملياته الافتراضية المواقع المعارضة، ويستخدم من أجل التنسيق موقعاً خاصاً به بالإضافة إلى صفحات على الفيسبوك وتويتر ويوتيوب. ونسب إلى هذه المجموعة أيضًا اختراق موقع تابع لمشاة البحرية الأمريكية، وذلك في الأول من سبتمبر 2013، حيث وضعت رسالة لمشاة البحرية تدعوهم إلى التفكير في التحالف الذي يجمع أوباما وتنظيم القاعدة.
ينفذ أفراد هذه المجموعة هجومات على المواقع الإخبارية والمدونات التي تنشر آراء معارضة للحكومة السورية، وهذه الهجومات تكون على شكل اختراقات أو بإغراق الصفحات بتعليقات مؤيدة لبشار الأسد أو تعليقات فيها اتهامات بالخيانة وغيرها من الشتائم الموجهة للمعارضين، أو إرسال عدد كبير من الشكاوي ضد صفحات معينة في الفيسبوك بقصد حث إدارة الموقع على إغلاقها.
يؤكد الجيش السوري الإلكتروني أن أفراده لا يتبعون أي جهة: «نحن لسنا جهة رسمية ولا مكلفين من قبل أحد، نحن شباب سوريون لبينا نداء الوطن والواجب بعد تعرض وطننا الحبيب سوريا لهجمات على الإنترنت قررنا الرد وبعنف باسم الجيش السوري الإلكتروني ونحن صامدون...باقون...سوريون.»، بينما يرى المعارضون أن الجيش السوري الإلكتروني وحدة نشرها النظام لشن حرب إلكترونية ضد المناوئين. أو «الذراع الإلكترونية للنظام السوري» بهدف دعم الرواية الرسمية للحكومة السورية تجاه الأزمة في سوريا. ووفق تصريح مدير الموقع أدلى به لصحيفة بلدنا السورية أن الكادر التقني في الموقع نحو 150 شخصاً، والإدارة ثمانية أشخاص، أغلبهم شباب جامعيون يعملون طوعاً لا يتبعون أي حزب ولا ينتمون إلى أي جهة.
تعرضت صفحات الجيش السوري الإلكتروني على الفيسبوك للإغلاق مراراً دون إنذار مسبق أو تقديم أسباب.
قام الجيش السوري الإلكتروني بعدد من الاختراقات لمواقع عالمية، حيث اتهمته العربية نت بنشر خبر كاذب في في موقعها كما اخترق صفحة العربية على الفيسبوك وموقع جامعة هارفارد واختراق لموقع مجموعة أنونيموس للانتقام من اختراق هذه الأخيرة لموقع وزارة الدفاع السورية.
وقد أثنى مفتي سوريا أحمد حسون والرئيس السوري بشار الأسد على الجيش السوري الإلكتروني.

## قائمة عمليات
- في 22 يناير 2014، نجح الجيش السوري الإلكتروني في السيطرة على المدونة الرسمية لحزمة برمجيات أوفيس التابعة لمايكروسوفت، نشر التنظيم رسائل على حسابه في تويتر توضح أنه سيطر على لوحة تحكم المدونة، ونشر عليها تدوينات تؤكد اختراقه لها. الرسائل توجهت بالحديث إلى مايكروسوفت قائلة أن تغيير نظام إدارة المحتوى لن يفيد في ظل اختراق بعض موظفي الشركة.[9]
- في 6 ديسمبر عام 2016 , نجح الجيش السوري الإلكتروني في السيطرة على الصفحة الرسمية لقناة الجزيرة القطرية، وقد قامت قناة الجزيرة ببث الخبر مباشر على شاشتها.[10]